# 1235
1235（千二百三十五、せんにひゃくさんじゅうご）は、自然数また整数において、1234の次で1236の前の数である。

## 性質
- 1235は合成数であり、約数は 1, 5, 13, 19, 65, 95, 247, 1235 である。
  - 約数の和は1680。
- 175番目の楔数である。1つ前は1222、次は1239。
- 1/1235 は循環節の長さが18の循環小数となる。(オンライン整数列大辞典の数列 A007732)
  - 逆数が循環小数になる数で循環節が18になる50番目の数である。1つ前は1216、次は1254。
- 1235 = 32 + 42 + 52 + 62 + 72 + 82 + 92 + 102 + 112 + 122 + 132 + 142 + 152
  - 13連続整数の平方和で表せる数である。1つ前は1014、次は1482。
- 各位の立方和が161になる最小の数である。次は1253。(オンライン整数列大辞典の数列 A055012)
  - 各位の立方和が n になる最小の数である。1つ前の160は235、次の162は11235。(オンライン整数列大辞典の数列 A165370)
- 1235 = 12 + 32 + 352 = 52 + 112 + 332 = 72 + 152 + 312 = 92 + 232 + 252 = 132 + 152 + 292 = 132 + 212 + 252
  - 3つの平方数の和6通りで表せる93番目の数である。1つ前は1234、次は1256。(オンライン整数列大辞典の数列 A025326)
  - 異なる3つの平方数の和6通りで表せる64番目の数である。1つ前は1230、次は1241。(オンライン整数列大辞典の数列 A025344)
- 1235 = 1225 + (1 + 2 + 2 + 5)
  - n = 35 のときの n2 とその各位の和との和とみたとき1つ前は1169、次は1314。(オンライン整数列大辞典の数列 A171613)
- 各位の和が11になる92番目の数である。1つ前は1226、次は1244。

## その他 1235 に関連すること
- 西暦1235年
- 皇紀1235年（西暦575年）
- 1235法（グッドマン法とも）
- 1235 (イチニイサンゴー) とは、Base Ball Bearのライブアルバム。